# Grand Prix Formule 1 van Saoedi-Arabië 2021
De Grand Prix Formule 1 van Saoedi-Arabië 2021 werd verreden op 5 december op het Jeddah Corniche Circuit in Jeddah. Het was de eenentwintigste race van het seizoen.

## Vrije trainingen

### Uitslagen
- Enkel de top vijf wordt weergegeven.

| Vrije training 1 | Pos. | Nr. | Coureur            | Constructeur       | Tijd     |
| ---------------- | ---- | --- | ------------------ | ------------------ | -------- |
| Vrije training 1 | 1    | 44  | Lewis Hamilton     | Mercedes           | 1:29.786 |
| Vrije training 1 | 2    | 33  | Max Verstappen     | Red Bull-Honda     | 1:29.842 |
| Vrije training 1 | 3    | 77  | Valtteri Bottas    | Mercedes           | 1:30.009 |
| Vrije training 1 | 4    | 10  | Pierre Gasly       | AlphaTauri-Honda   | 1:30.263 |
| Vrije training 1 | 5    | 99  | Antonio Giovinazzi | Alfa Romeo-Ferrari | 1:30.318 |
| Vrije training 2 | Pos. | Nr. | Coureur            | Constructeur       | Tijd     |
| Vrije training 2 | 1    | 44  | Lewis Hamilton     | Mercedes           | 1:29.018 |
| Vrije training 2 | 2    | 77  | Valtteri Bottas    | Mercedes           | 1:29.079 |
| Vrije training 2 | 3    | 10  | Pierre Gasly       | AlphaTauri-Honda   | 1:29.099 |
| Vrije training 2 | 4    | 33  | Max Verstappen     | Red Bull-Honda     | 1:29.213 |
| Vrije training 2 | 5    | 14  | Fernando Alonso    | Alpine-Renault     | 1:29.441 |
| Vrije training 3 | Pos. | Nr. | Coureur            | Constructeur       | Tijd     |
| Vrije training 3 | 1    | 33  | Max Verstappen     | Red Bull-Honda     | 1:28.100 |
| Vrije training 3 | 2    | 44  | Lewis Hamilton     | Mercedes           | 1:28.314 |
| Vrije training 3 | 3    | 11  | Sergio Pérez       | Red Bull-Honda     | 1:28.629 |
| Vrije training 3 | 4    | 22  | Yuki Tsunoda       | AlphaTauri-Honda   | 1:28.641 |
| Vrije training 3 | 5    | 10  | Pierre Gasly       | AlphaTauri-Honda   | 1:28.715 |

## Kwalificatie
Lewis Hamilton behaalde de honderdderde poleposition in zijn carrière. Max Verstappen reed zowel in sector 1 als in sector 2 sneller dan Hamilton maar in sector 3 raakte hij met de rechterkant van zijn wagen de muur en daardoor glipte de poleposition uit zijn handen.
| Pos.                   | Nr. | Coureur            | Constructeur          | Kwalificatietijden | Kwalificatietijden | Kwalificatietijden | Grid |
| Pos.                   | Nr. | Coureur            | Constructeur          | Q1                 | Q2                 | Q3                 | Grid |
| ---------------------- | --- | ------------------ | --------------------- | ------------------ | ------------------ | ------------------ | ---- |
| 1                      | 44  | Lewis Hamilton     | Mercedes              | 1:28.466           | 1:27.712           | 1:27.511           | 1    |
| 2                      | 77  | Valtteri Bottas    | Mercedes              | 1:28.057           | 1:28.054           | 1:27.622           | 2    |
| 3                      | 33  | Max Verstappen     | Red Bull-Honda        | 1:28.285           | 1:27.953           | 1:27.653           | 3    |
| 4                      | 16  | Charles Leclerc    | Ferrari               | 1:28.310           | 1:28.459           | 1:28.054           | 4    |
| 5                      | 11  | Sergio Pérez       | Red Bull-Honda        | 1:28.021           | 1:27.946           | 1:28.123           | 5    |
| 6                      | 10  | Pierre Gasly       | AlphaTauri-Honda      | 1:28.401           | 1:28.318           | 1:28.125           | 6    |
| 7                      | 4   | Lando Norris       | McLaren-Mercedes      | 1:28.338           | 1:28.344           | 1:28.180           | 7    |
| 8                      | 22  | Yuki Tsunoda       | AlphaTauri-Honda      | 1:28.503           | 1:28.956           | 1:28.442           | 8    |
| 9                      | 31  | Esteban Ocon       | Alpine-Renault        | 1:28.752           | 1:28.574           | 1:28.647           | 9    |
| 10                     | 99  | Antonio Giovinazzi | Alfa Romeo-Ferrari    | 1:28.899           | 1:28.616           | 1:28.754           | 10   |
| 11                     | 3   | Daniel Ricciardo   | McLaren-Mercedes      | 1:28.216           | 1:28.668           |                    | 11   |
| 12                     | 7   | Kimi Räikkönen     | Alfa Romeo-Ferrari    | 1:28.856           | 1:28.885           |                    | 12   |
| 13                     | 14  | Fernando Alonso    | Alpine-Renault        | 1:28.944           | 1:28.920           |                    | 13   |
| 14                     | 63  | George Russell     | Williams-Mercedes     | 1:28.926           | 1:29.054           |                    | 14   |
| 15                     | 55  | Carlos Sainz jr.   | Ferrari               | 1:28.237           | 1:53.652           |                    | 15   |
| 16                     | 6   | Nicholas Latifi    | Williams-Mercedes     | 1:29.177           |                    |                    | 16   |
| 17                     | 5   | Sebastian Vettel   | Aston Martin-Mercedes | 1:29.198           |                    |                    | 17   |
| 18                     | 18  | Lance Stroll       | Aston Martin-Mercedes | 1:29.368           |                    |                    | 18   |
| 19                     | 47  | Mick Schumacher    | Haas-Ferrari          | 1:29.464           |                    |                    | 19   |
| 20                     | 9   | Nikita Mazepin     | Haas-Ferrari          | 1:30.473           |                    |                    | 20   |
| Q1 107% tijd: 1:34.182 |     |                    |                       |                    |                    |                    |      |

## Wedstrijd
Lewis Hamilton behaalde de honderdderde Grand Prix-overwinning in zijn carrière. 
De wedstrijd zat vol incidenten die leidden tot twee Safety Car situaties, tweemaal een rode vlag situatie en vier Virtual Safety Car situaties.
| Pos.               | Nr. | Coureur            | Constructeur          | Rondes | Tijd / Oorzaak Uitval | Grid | Punten |
| ------------------ | --- | ------------------ | --------------------- | ------ | --------------------- | ---- | ------ |
| 1                  | 44  | Lewis Hamilton     | Mercedes              | 50     | 2:06:15.118           | 1    | 26S    |
| 2                  | 33  | Max Verstappen     | Red Bull-Honda        | 50     | +21.825 *1            | 3    | 18     |
| 3                  | 77  | Valtteri Bottas    | Mercedes              | 50     | +27.531               | 2    | 15     |
| 4                  | 31  | Esteban Ocon       | Alpine-Renault        | 50     | +27.633               | 9    | 12     |
| 5                  | 3   | Daniel Ricciardo   | McLaren-Mercedes      | 50     | +40.121               | 11   | 10     |
| 6                  | 10  | Pierre Gasly       | AlphaTauri-Honda      | 50     | +41.613               | 6    | 8      |
| 7                  | 16  | Charles Leclerc    | Ferrari               | 50     | +44.475               | 4    | 6      |
| 8                  | 55  | Carlos Sainz jr.   | Ferrari               | 50     | +46.606               | 15   | 4      |
| 9                  | 99  | Antonio Giovinazzi | Alfa Romeo-Ferrari    | 50     | +58.505               | 10   | 2      |
| 10                 | 4   | Lando Norris       | McLaren-Mercedes      | 50     | +1:01.358             | 7    | 1      |
| 11                 | 18  | Lance Stroll       | Aston Martin-Mercedes | 50     | +1:07.212             | 18   |        |
| 12                 | 6   | Nicholas Latifi    | Williams-Mercedes     | 50     | +1:23.249             | 16   |        |
| 13                 | 14  | Fernando Alonso    | Alpine-Renault        | 49     | +1 ronde              | 13   |        |
| 14                 | 22  | Yuki Tsunoda       | AlphaTauri-Honda      | 49     | +1 ronde *2           | 8    |        |
| 15                 | 7   | Kimi Räikkönen     | Alfa Romeo-Ferrari    | 49     | +1 ronde              | 12   |        |
| DNF                | 5   | Sebastian Vettel   | Aston Martin-Mercedes | 44     | Schade botsing        | 17   |        |
| DNF                | 11  | Sergio Pérez       | Red Bull-Honda        | 14     | Botsing               | 5    |        |
| DNF                | 9   | Nikita Mazepin     | Haas-Ferrari          | 14     | Botsing               | 20   |        |
| DNF                | 63  | George Russell     | Williams-Mercedes     | 14     | Botsing               | 14   |        |
| DNF                | 47  | Mick Schumacher    | Haas-Ferrari          | 8      | Ongeluk               | 19   |        |
| Bron: formula1.com |     |                    |                       |        |                       |      |        |

S Lewis Hamilton behaalde een extra punt voor het rijden van de snelste ronde.

*1 Max Verstappen kreeg een tijdstraf van vijf seconden voor het afsnijden van bocht twee en later na de wedstrijd nog een straf van tien seconden voor een "remtest".

*2 Yuki Tsunoda eindigde de wedstrijd als dertiende, maar kreeg een tijdstraf van vijf seconden voor het veroorzaken van een botsing met Sebastian Vettel.

## Tussenstanden wereldkampioenschap
Betreft tussenstanden voor het wereldkampioenschap na afloop van de race.

### Coureurs
| Pos. | Nr. | Coureur          | Constructeur     | Punten |
| ---- | --- | ---------------- | ---------------- | ------ |
| 1    | 33  | Max Verstappen   | Red Bull-Honda   | 369½   |
| 2    | 44  | Lewis Hamilton   | Mercedes         | 369½   |
| 3    | 77  | Valtteri Bottas  | Mercedes         | 218    |
| 4    | 11  | Sergio Pérez     | Red Bull-Honda   | 190    |
| 5    | 16  | Charles Leclerc  | Ferrari          | 158    |
| 6    | 4   | Lando Norris     | McLaren-Mercedes | 154    |
| 7    | 55  | Carlos Sainz jr. | Ferrari          | 149½   |
| 8    | 3   | Daniel Ricciardo | McLaren-Mercedes | 115    |
| 9    | 10  | Pierre Gasly     | AlphaTauri-Honda | 100    |
| 10   | 14  | Fernando Alonso  | Alpine-Renault   | 77     |

### Constructeurs
| Pos. | Constructeur          | Punten |
| ---- | --------------------- | ------ |
| 1    | Mercedes              | 587½   |
| 2    | Red Bull-Honda        | 559½   |
| 3    | Ferrari               | 307½   |
| 4    | McLaren-Mercedes      | 269    |
| 5    | Alpine-Renault        | 149    |
| 6    | AlphaTauri-Honda      | 120    |
| 7    | Aston Martin-Mercedes | 77     |
| 8    | Williams-Mercedes     | 23     |
| 9    | Alfa Romeo-Ferrari    | 13     |
| 10   | Haas-Ferrari          | 0      |